# Кавалерийский корпус РККА

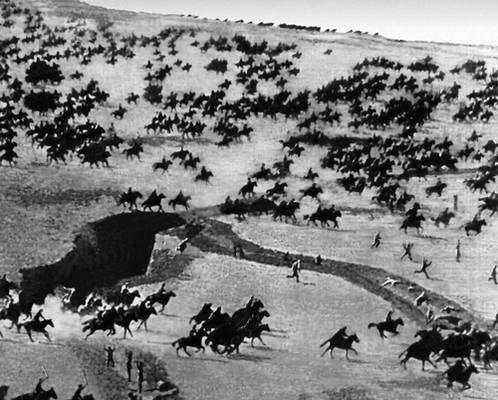
Красная конница в атаке, 1919

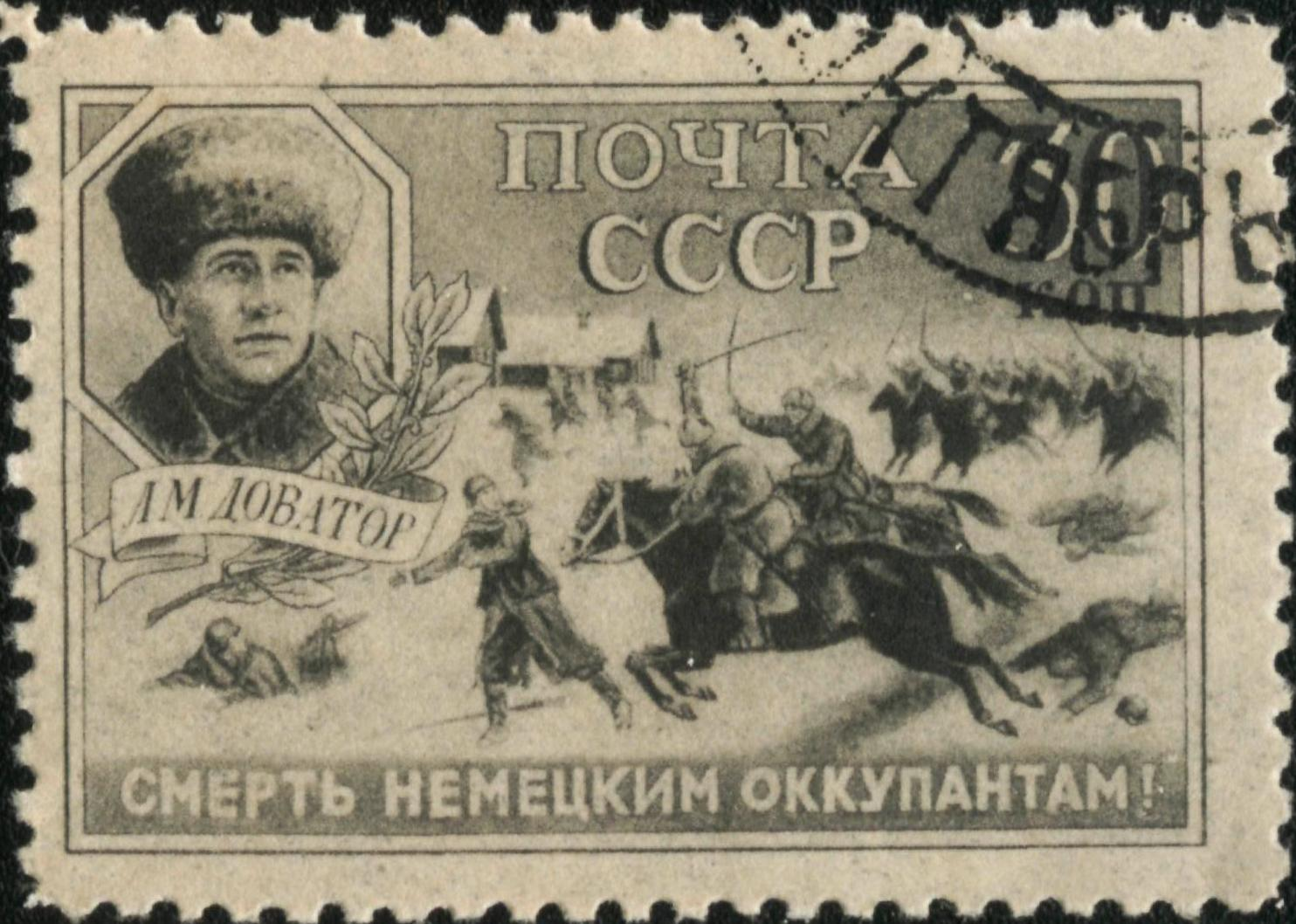
Военная почтовая марка СССР. Доватор, Смерть немецким оккупантам!. 1942

Кавалерийский корпус (сокр. кк, кавкорпус) — оперативно-тактическое соединение конницы постоянного или временного состава в РККА во время Гражданской и Великой Отечественной войны.

## История

### Гражданская война

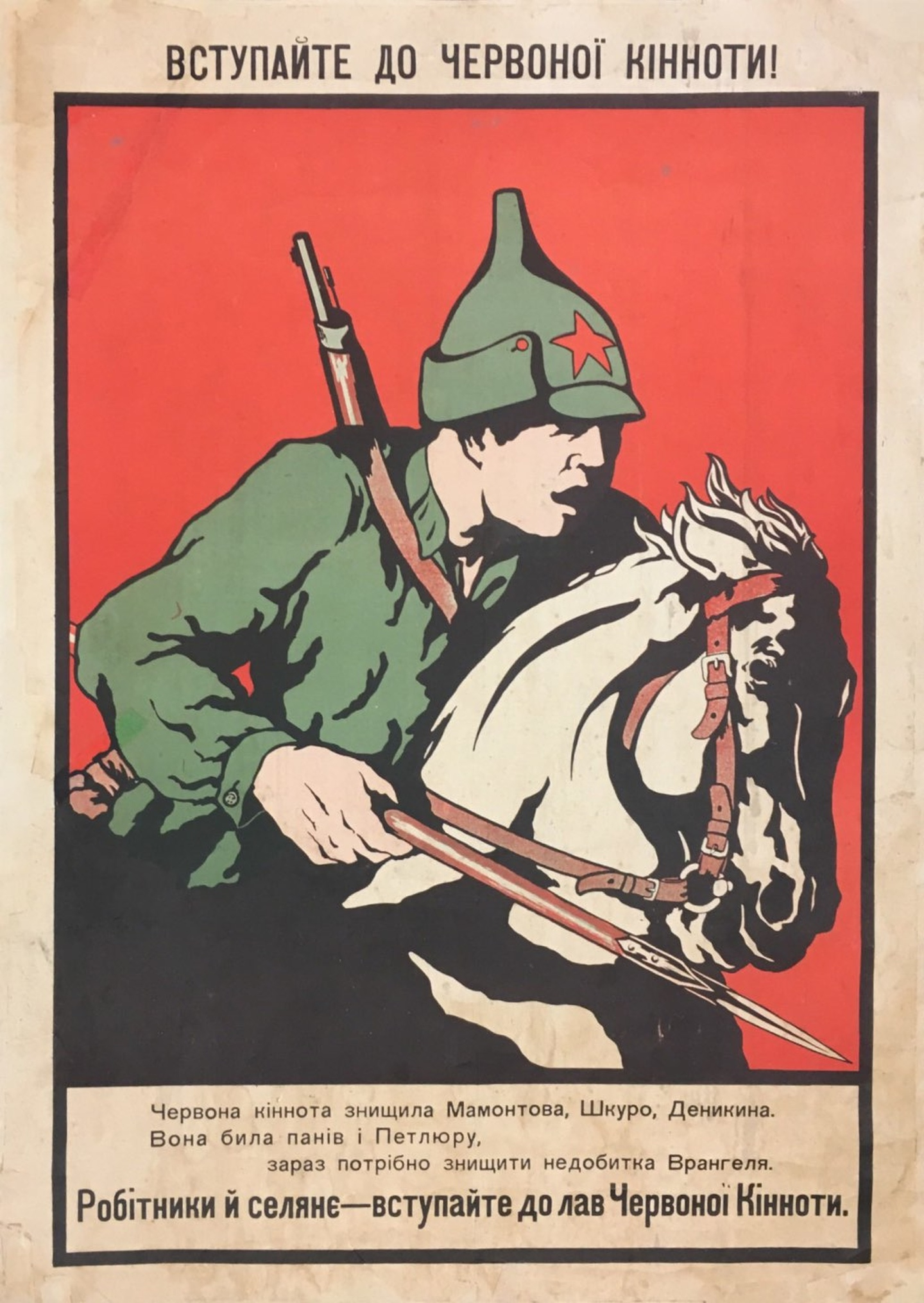
«Вступайте в красную конницу!». Плакат УССР, 1920 год

Особенно энергичные меры по созданию конницы РККА (рода войск) были предприняты летом 1919 года для противостояния армии Деникина. Чтобы лишить последнюю преимущества в кавалерии, нужны были более крупные, чем дивизия, кавалерийские соединения. В июне-сентябре 1919 года были созданы два первых конных корпуса (отдельные кавалерийские дивизии стали сводиться в кавалерийские корпуса и тем самым были созданы условия для массированного использования стратегической (армейской) конницы. В июне 1919 года из 4-й и 6-й кавалерийских дивизий был сформирован 1-й конный корпус под командованием С. М. Будённого, в сентябре 1919 года — конносводный корпус под командованием Б. М. Думенко (1-я партизанская, 2-я Горская и 3-я Донская кавалерийские бригады).
Боевые действия в 1918—1919 годов показали, что соединения советской кавалерии являлись мощной ударной силой, способной решать важные оперативные задачи как самостоятельно, так и во взаимодействии со стрелковыми соединениями. Важнейшим этапом в строительстве советской кавалерии было создание в ноябре 1919 г. Первой Конной армии, а в июле 1920 года Второй Конной армии. Соединения и объединения кавалерии сыграли важную роль в операциях против армий Деникина, Колчака и Врангеля в конце 1919 — 1920 годах, и армии Польши — в 1920 году (26 октября 1920 года в Юго-Западном фронте был сформирован конный корпус в составе 8-й и 17-й кавалерийских дивизий Червоных казаков под командованием В. М. Примакова (26 октября 1920 — лето 1923).

### Межвоенный период
После Гражданской войны конница РККА продолжала оставаться довольно многочисленным родом войск РККА. В 1920-е годы она делилась на стратегическую (кавалерийские дивизии и корпуса) и войсковую (подразделения и части, входившие в состав стрелковых соединений).
Как подвижный род войск стратегическая кавалерия (кавалерийские дивизии и корпуса) предназначалась для развития прорыва и могла использоваться по решению фронтового командования.
В период военной реформы 1924 — 1926 годов большинство объединений (армия) и соединений (корпус, дивизия, бригада) конницы были расформированы.
Основной единицей конницы стал — кавалерийский полк. Полк состоял из сабельных и пулеметного эскадронов, полковой артиллерии, технических подразделений и штаба. Сабельный и пулеметный эскадроны состояли из взводов. Взвод делился на отделения.
1938 год
На 1.01.1938 в КВО были:
- 1-й кавалерийский корпус,
- 2-й кавалерийский корпус.

Управление 4-го кавалерийского корпуса образовано переименованием в июне 1938 управления 1-го кавалерийского корпуса Червонного казачества (Киевский военный округ).
26 июля Главный Военный совет Красной Армии принял постановление преобразовать Киевский военный округ в Киевский Особый военный округ (КОВО), а в округе создать группы армейского типа.
26 июля 1938 года управление Кавалерийской армейской группы формировалось на базе управления армейской кавалерийской инспекции КОВО в городе Проскуров Каменец-Подольской области.(2)
Кавалерийская армейская группа являлась подвижным объединением, состоявшим из двух кавалерийских корпусов, а также артиллерийских, танковых, инженерных и других частей, предназначавшихся для нанесения удара или контрудара по врагу в любом месте государственной границы округа. Формирование управления армейской группы должно было закончиться к 1 сентября 1938 года. В состав группы включены 2-й кавалерийский корпус и 4-й кавалерийский корпус.
1939 год
На 15.07.1939 Кавалерийская армейская группа КОВО имела состав:
- 2-й кавалерийский корпус:

- 3-я кавалерийская дивизия,
- 5-я кавалерийская дивизия,
- 14-я кавалерийская дивизия.

- 4-й кавалерийский корпус:

- 32-я кавалерийская дивизия,
- 34-я кавалерийская дивизия.

- 5-й кавалерийский корпус:

- 9-я кавалерийская дивизия,
- 16-я кавалерийская дивизия.

### Великая Отечественная война
К началу войны в РККА было четыре кавалерийских корпуса по 2—3 кавалерийские (горнокавалерийские) дивизии в каждом. По штату корпус имел:
- Личного состава
  - свыше 19 000 человек
- Конного состава
  - 16 000 лошадей
- Основного вооружения и техники
  - 128 лёгких танков
  - 44 бронемашины
  - 64 полевых, 32 противотанковых и 40 зенитных орудий
  - 128 миномётов

В ходе Великой Отечественной войны боевой состав кавалерийского корпуса претерпел существенные изменения, типовой корпус включал:
- три кавалерийские дивизии
- самоходно-артиллерийский полк
- истребительно-противотанковый артиллерийский полк
- зенитно-артиллерийский полк
- гвардейский миномётный полк реактивной артиллерии
- отдельный миномётный дивизион
- отдельный истребительно-противотанковый дивизион.

С 1943 года часть кавалерийских корпусов действовала в составе конно-механизированных групп.

### Кавалерийские корпуса  (время формирования)
- 1-й кавалерийский корпус — 16 декабря 1941 года
- 2-й кавалерийский корпус — 23 декабря 1941 года
- 3-й кавалерийский корпус — 20 ноября 1941 года
- 4-й кавалерийский корпус — 18 марта 1941 года
- 5-й кавалерийский корпус — 1 января 1942 года
- 6-й кавалерийский корпус —  24 апреля 1934,  В составе действующей армии: с 22.06.1941 по 30.06.1941 (входил в состав 10-й полевой армии). Окружен и погиб в Белоруссии.

Второе формирование — 30 ноября 1941 года.  В составе действующей армии: с 30.11.1941 по 28.05.1942. Корпус входил в состав - ЮЗФ, 6-й А. Погиб под Харьковом. Приказом НКО № 00144 от 15 июля 1942 г. корпус был расформирован.
- 7-й кавалерийский корпус — 26 декабря 1941 года
- 8-й кавалерийский корпус — 1 января 1942 года
- 9-й кавалерийский корпус — 1 января 1942 года
- 10-й кавалерийский корпус — 12 января 1942 года
- 11-й кавалерийский корпус — 12 января 1942 года
- 12-й кавалерийский корпус — 12 января 1942 года
- 13-й кавалерийский корпус — 20 января 1942 года
- 14-й кавалерийский корпус — 23 января 1942 года
- 15-й кавалерийский корпус — 1 января 1942 года
- 16-й кавалерийский корпус — 4 января 1942 года
- 17-й кавалерийский корпус — 1 января 1942 года
- 18-й кавалерийский корпус — 22 апреля 1942 года
- 19-й кавалерийский корпус — 22 апреля 1942 года

В связи с большой уязвимостью кавалерии от огня артиллерии, ударов авиации и танков их количество к 1 сентября 1943 года было сокращено до 8-ми ( 1-й гв. кк, 2-й гв. кк, 3-й гв. кк, 4-й гв. кк, 5-й гв. кк, 6-й гв. кк, 7-й гв. кк, 19-й кк в Иране).

### Гвардейскиекавалерийские корпуса (Гв.кк) (время формирования, база)
- 1-й гвардейский кавалерийский корпус — 26 ноября 1941 года (2-го кавалерийского корпуса)
- 2-й гвардейский кавалерийский корпус — 25 декабря 1942 года (3-го кавалерийского корпуса)
- 3-й гвардейский кавалерийский корпус — 25 декабря 1941 года (5-го кавалерийского корпуса)
- 4-й гвардейский кавалерийский корпус — 27 августа 1942 года (17-го кавалерийского корпуса)
- 5-й гвардейский кавалерийский корпус — 20 ноября 1942 года (4-го гвардейского кавалерийского корпуса)
- 6-й гвардейский кавалерийский корпус — 19 января 1943 года (7-го кавалерийского корпуса)
- 7-й гвардейский кавалерийский корпус — 14 февраля 1943 года (8-го кавалерийского корпуса)

Во второй половине XX века кавалерийские корпуса в Советской Армии расформированы.